# 塔米拉·塔舍娃
塔米拉·拉維利芙娜·塔舍娃（烏克蘭語：Таміла Равілівна Ташева；1985年8月1日—），乌克兰活动家及政治人物，自2022年4月25日起担任烏克蘭總統駐克里米亞自治共和國代表。